# Gore (Band)
Gore ist eine niederländische Hardcore-Punk-/Metal-/Noise-Rock-Band aus Venlo. Gore spielen avantgardistischen Hardcore, der vom Metal genauso beeinflusst ist wie vom Industrial und die düstersten und härtesten Momente von Black Sabbath, Black Flag und Big Black in sich vereinigt, ausschließlich instrumental. Die Band erspielte sich in der Hardcore-Szene der späten 1980er-Jahre eine ausgezeichnete Live-Reputation und wurde von der Kritik sehr positiv aufgenommen. Trotzdem blieb der Band der kommerzielle Erfolg und eine größere Bekanntheit versagt.

## Geschichte

### Gore I: Frey / Lommen / de Swart 1985–1988
Peter de Swart (Gitarre) und Martin van Kleef (Bass) verließen ihre Band Disgust und gründeten mit Danny Arnold Lommen (Schlagzeug), der zuvor bei Pandemonium Gitarre gespielt hatte, 1985 eine neue Band. Bereits kurze Zeit später verließ van Kleef die Band und wurde durch Rob Frey ersetzt, der unter dem Pseudonym Marij Hel agierte. De Swart benutzte bei Gore das Pseudonym Pieter de Sury und Danny Arnold Lommen verschiedene Variationen seines Namens wie Danny A. Lome oder Danny Arnold.
Der Einstieg von Frey markierte die eigentliche Geburtsstunde von Gore und er war das einzige Bandmitglied aus den Zeiten der Bandgründung, das kontinuierlich bis zur endgültigen Auflösung 1997 in der Band verblieb. Obwohl vor allem Pieter de Swart zahlreiche Songs der Band geschrieben hat, galt Frey als der kreative Kopf hinter Gore, eine Rolle, die er nach der Neugründung der Band im Jahre 1991 ebenso wieder innehatte.
Am 28. Februar 1986 gaben Gore ihr erstes Konzert. Sie spielten als Vorgruppe von Swans im Effenaar Club in Amsterdam. Im März nahmen Gore im Tango Studio in Eindhoven ihr Debütalbum auf. Unter dem Titel Hart Gore erschien es auf dem niederländischen Label Eksakt Records. Hart Gore wurde live im Studio aufgenommen, es wurden keine Overdubs oder nachträgliche Aufnahmen hinzugefügt. Für Hart Gore arbeitete die Band das erste Mal mit dem Produzenten Theo van Eenbergen zusammen. Van Eenbergen produzierte in den folgenden Jahren mehrere Alben der Band. Das Cover der Schallplatte zeigt eine Fotografie von Egon Notermans, ein von einem Samureischwert durchbohrtes Schweineherz.
Das Album beinhaltet zehn reduzierte, repetitive, rifflastige und rhythmusdominierte Stücke. Die Stücke sind fast gänzlich frei von Melodie, aber mit zahlreichen Tempowechseln durchsetzt. Rückkopplungen und Verzerrungen ersetzen Harmonien, Lautstärke ist integraler Bestandteil der Musik. Obwohl Hart Gore rein instrumental gehalten ist, liegen dem Album Texte zu den Songs bei. Außer beim letzten regulären Album der Band Mest 694'3 ist dies bei allen Veröffentlichungen von Gore der Fall. Die kontroversen Texte sind nicht weniger radikal und roh wie die Musik von Gore. Die vulgären Ausbrüche von Gewaltbildern und Obszönitäten geben Einsicht in die negative Weltsicht der Band. Die Texte sind mit „Val Hard“ unterzeichnet, dabei handelt es sich allerdings um ein weiteres Pseudonym von Rob Frey.
Im Januar 1987 entstand das Folgealbum Mean Man’s Dream. Wiederum im Tango Studio und unter der Regie von Theo van Eenbergen, wurde Mean Man’s Dream live im Studio aufgenommen, es wurden keine Overdubs oder ähnliches hinzugefügt. Mean Man’s Dream war monotoner, minimalistischer und metallischer als Hart Gore zuvor. Es gibt auf Mean Man’s Dream keine Schnörkel, keine charismatischen Fixpunkte wie Gesang oder Solos, sondern nur Riffs und monotonen Rhythmus. Auf dem Cover befand sich wiederum eine Fotografie von Egon Notermans. Das schlichte Bild zeigt ein Fleischermesser, das auf einer zerkratzten Metallfläche liegt. Das Album bekam international überwiegend positive Kritiken, verkaufte sich verhältnismäßig gut und wird von vielen Fans als das essentielle Gore-Album angesehen.
Im Sommer unternahmen Gore eine ausgedehnte Europatournee zusammen mit Henry Rollins. Auf dieser Tournee entstanden die Aufnahmen, die auf einer Gore / Henry Rollins Split-LP veröffentlicht wurden. Im Anschluss verbrachte Frey mehrere Wochen in den USA auf der Suche nach einer Plattenfirma für den US-amerikanischen Markt. Er verhandelte dort mit SST Records, die Plattenfirma von Black Flags Greg Ginn. Es kam letztlich aber nicht zu einer Zusammenarbeit.
Die Gore/Henry Rollins-Split-LP erschien im Herbst 1987 und enthält vier Live-Stücke von Gore, die bei einem Konzert am 9. Juni im De Bakkerij Club in Eindhoven aufgenommen wurden. Drei der vier Stücke stammen von den ersten beiden Alben, das Stück Arena jedoch findet sich nur hier. Gore / Henry Rollins Live ist das letzte Gore-Album, das bei Eksakt Records erschien.
Am 27. Oktober nahmen Gore die erste von drei Sessions für die Peel Sessions-Serie der britischen DJ-Legende John Peel auf, die am 4. November von der BBC gesendet wurde. Die Aufnahmen zur ersten Peel Session sind die letzten Aufnahmen, die in der ursprünglichen Besetzung Frey / Lommen / de Swart entstanden sind. Pieter de Swart verließ kurz darauf die Band.

### Gore II: Frey / Lommen / Stroobants / Benli 1988–1989
Nachdem de Swart 1988 die Band verlassen hatte, stießen die beiden Gitarristen Frank Stroobants (unter dem Pseudonym Frankie Stroo) und Yussef Benli (unter dem Pseudonym Joes Bentley) zur Band. Gore wurde eingeladen, beim New Music Seminar in New York aufzutreten und nahm an. Sie unterzeichneten dort einen Vertrag mit der Plattenfirma Megadisc Records, die das nächste Album veröffentlichen sollte. Wrede (The Cruel Peace), das nächste Studioalbum von Gore, wurde im August 1988 im As the Grass Is Two Asses High Studio in Weesp, Niederlande aufgenommen und erschien als Doppel-LP bei Megadisc Records.
Produziert wurden die Aufnahmen von Theo van Eenbergen und Steve Albini. Es war die letzte Zusammenarbeit von Gore mit van Eenbergen, der in den folgenden Jahren eng mit Henry Rollins zusammenarbeitete und unter dem Pseudonym Theo van Rock alle Alben der Rollins Band bis 1997 produzierte. Auf dem Cover findet sich ein weiteres Mal eine Fotografie von Egon Notermans. Sie zeigt einen grünen Wald, durch den ein Weg führt. Auf dem Waldweg liegt ein Fleischermesser. Es befinden sich nur vier Songs auf dem Album, auf jeder Seite der Doppel-LP einer. Die langen Kompositionen mit Laufzeiten zwischen knapp 15 und 25 Minuten zeigen sich differenzierter und melodischer als die Stücke auf den früheren Alben. Dem Album blieb eine breite Anerkennung allerdings versagt, und die Reaktionen bei Hörern und Kritikern blieben hinter den Erwartungen zurück.
Am 29. November 1988 nahmen Gore ihre zweite Peel-Session mit zwei Stücken von Wrede auf, die am 6. Dezember ausgestrahlt wurde. Anfang 1989 lösten Gore sich nach bandinternen Differenzen offiziell auf. Schlagzeuger Danny Arnold Lommen schloss sich der deutschen Band Caspar Brötzmann Massaker an, mit denen er bis zu deren Auflösung zusammenspielte, und arbeitete danach mit Dee Dee Ramone. Gitarrist Frank Stroobants spielte nach seiner Zeit bei Gore in verschiedenen Bands und veröffentlicht bis heute Solo-Projekte.

### Gore III: Frey / Koolen / van Reede 1991–1997
Es dauerte zwei Jahre, bis Bassist Frey Gore 1991 wieder aufleben ließ. Mit Johan van Reede (Gitarre) und Bardo Koolen (unter dem Pseudonym Bardo Maria, Schlagzeug) formierte er die Band neu. Die ersten Aufnahmen dieser Besetzung entstanden im Rahmen einer weiteren Peel-Session. Am 9. Juli 1991 wurden fünf neue Stücke vom kommenden Album aufgenommen und am 21. September in Peels Sendung ausgestrahlt.
Lifelong Deadline, das vierte Studioalbum von Gore, wurde im August/September 1992 aufgenommen und im Winter von Armageddon Records als Doppel-CD veröffentlicht. Im Gegensatz zu früheren Alben schrieb Rob Frey von 1989 bis 1992 das gesamte Material alleine und übernahm auch selbst die Produktion. Die Stücke auf dem Album sind komplexer als die auf den frühen Veröffentlichungen. Wie die frühen Gore als Vorläufer von Stoner Rock und Sludge Metal angesehen werden, kann Lifelong Deadline als Vorwegnahme des Math-Rock gelten. Lifelong Deadline ist experimenteller als die früheren Alben, und die erste Veröffentlichung von Gore, die nicht rein instrumental eingespielt wurde. Zwar wird immer noch nicht gesungen, die Aufnahmen sind aber gespickt mit zahlreichen Samples von Naturaufnahmen und absurden, gesprochenen Szenen, die mit dem zwanzigköpfigen Essemble The United Voices from the House of Suspicion aufgenommen wurden. Erstmals ist auf Lifelong Deadline ein Gastmusiker zu hören, der Pianist Bart Spaan begleitet das Stück Waiting Time.
Beim deutschen Label Permis De Construire erschien 1992 eine Mortar betitelte Kompilation, die zwei Stücke beinhaltete, die unter dem Namen Gore/Hoer geführt wurden. Es handelt sich hierbei nicht um Aufnahmen von Gore, sondern um ein Sideproject von Rob Frey. Frey war von dem Choreographen Xander Vervoort eingeladen worden, Musik für dessen Shows zu schreiben, und vertonte zwei Shows von Verwoort. Stereo wurde 1991 unter dem Bandnamen Rob Frey’s Hoer von Megadisc Records veröffentlicht. Von diesem Album stammen auch die beiden Tracks der Mortar-Kompilation. Ein zweiter Verwoort-Soundtrack, Truth & Trust, erschien 1992 bei Barooni Records.
Die deutsche Band Bohren & der Club of Gore wählten 1992 ihren Namen als Homage an Gore.
Im Juni 1993 spielten GORE ein weiteres Mal am New Music Seminar in New York. Das Konzert wurde aufgenommen und erschien teilweise auf dem Album Slow Death.
Frey gründete das Label Messback Music, das sich ausschließlich um Veröffentlichungen von Gore und Freys anderen Projekten kümmert. Als erstes veröffentlichte Messback die Alben Hart Gore und Mean Man´s Dream erstmals auf CD, sowie ein Kompilations-Tape unter dem Titel In the Name of Rotten, Evil & Gore. Das Tape enthält Live- und Demoaufnahmen aus den Jahren 1985–1987. Die meisten der Aufnahmen wurden 2008 auf den Southern-Lord-Wiederveröffentlichungen von Hart Gore und Mean Man’s Dream wiederveröffentlicht, der Song Cracking Walls hingegen findet sich nur auf In the Name of Rotten, Evil & Gore. Gore absolvierte eine Europatournee, um die Veröffentlichungen zu promoten. 1995 erschien bei Messback Music ein weiteres Projekt von Frey. Unter dem Projektnamen CET wurde das Album This Is No House / This Is A Tree veröffentlicht.
Nachdem es wieder eine Zeit still um Gore geworden war, erschien 1996 eine weitere, eher ungewöhnliche Veröffentlichung. Mit dem niederländischen Popsänger Henk Westbroek nahmen Gore vier Stücke für eine EP auf. Die Aufnahmen entstanden im Juni und Dezember 1995 im NOB Audio Studio. Als Gore & Henk wurden die Stücke unter dem Titel Voor Nu De Eeuwigheid auf Messback veröffentlicht. Bei nur einem der vier Stücke spielt Gore-Schlagzeuger Bardo Maria, die anderen Stücke werden mit dem Schlagzeuger Johnbert Dijker eingespielt. Es handelt sich um die einzige Gore-Veröffentlichung, auf der tatsächlich gesungen wird. Westbroek hatte in den 1980er Jahren als Sänger der Popband Het Goede Doel mehrere kommerzielle Hits in den Niederlanden und galt als einer der erfolgreichsten Musiker des Landes.
Im Februar 1997 erschien auf Messback Music ein neues Gore-Album. Mest/694'3 - The 10 Ultimate Hart Gore Rhythm Tracks enthält Material, das Frey bereits 1994 geschrieben hatte, und das Gore in der Besetzung Frey / van Reede / Bardo Maria im Januar und Dezember 1995 im Total Recall Studio in Venlo, sowie im Dezember 1996 im Trauma III Studio in Het Brook aufgenommen hatten. Produziert und abgemischt wurden die Aufnahmen von Rob Frey und dem Produzenten Remko Schouten. Die Coverabbildung ist, wie bei früheren Alben, eine Fotografie von Egon Notermans, sie zeigt eine rot-glühende Schraube. Auf dem Cover der CD befindet sich außerdem folgender Warnhinweis: "Warning! This CD is not suitable for Radio Air Play! It is mastered at 10 dB overhead! If radio broadcasted: dear DJ - take all Limiters off!" (dt.: „Warnung! Diese CD ist nicht für das Radio geeignet! Das Mastering erfolgte mit 10 Dezibel über dem Normalwert! Wenn es im Radio gespielt werden soll: Bitte, lieber DJ, nimm alle Begrenzungen raus!“).
Wie auf Lifelong Deadline waren die Stücke auf Mest 694'3 durchsetzt von Samples und Sprachaufnahmen. Auch waren wieder Gastmusiker an den Aufnahmen beteiligt. Bei dem Stück In the Name of Rotten, Evil and Gore spielen Gino Taihuttu die Maultrommel und R.Yen Keyboards. Yen hatte bereits auf der Gore & Henk-CD zwei Lieder begleitet.
Mit Slow Death erschien im Mai 1997 ein letztes Lebenszeichen von Gore. Das Kompilationsalbum lag in einer Auflage von 6000 Stück der Ausgabe 27 des Magazins Gonzo Circus bei. Slow Death enthält nur ein neues Stück. Bei Beyond the Black Hole Pt.III handelt es sich um eine Klangcollage elektronischer Geräusche. Des Weiteren befinden sich auf dem Album mehrere von Frey neu abgemischte Versionen ("Deranged Slow-Death Remix") von Stücken des Albums Mest 694’3, sowie einige Liveversionen von Stücken von Lifelong Deadline. Diese hatten Gore am 27. Juni 1993 im New Yorker Club "Knitting Factory" aufgenommen, als sie dort im Rahmen des "New Music Seminars" spielten. Des Weiteren findet sich auf Slow Death eine Version von In the Name of Evil, Rotten and Gore, die von dem renommierten Unterhaltungsorchester Metropole Orkest im Februar 1997 live aufgenommen wurde. Das letzte Stück der CD besteht aus einem 11 Sekunden langen Sprachsample, auf das 10 Minuten Stille folgen. Die CD trägt den Aufdruck "Play loud on lousy equipment" („Bitte laut auf miesem Equipment abspielen“). Nach dem Erscheinen von Slow Death lösten Gore sich endgültig auf.

### Nach dem Ende der Band
Rob Frey schloss sich in den folgenden Jahren der Folk-Pop Formation De Nieuwe Blijdschap an, wo er Gitarre spielt. Gitarrist Johan van Reede gründete mit Sängerin / Gitarristin Annemiek van Gründling die Band Super Spade, die Classic Rock Coverversionen spielt.
Im Jahr 2008 veröffentlichte das amerikanische Label Southern Lord Hart Gore und Mean Man’s Dream neu. Enthalten sind die von Martijn Alsters neu abgemischten Stücke der ursprünglichen LPs sowie jeweils alle Stücke in bisher unveröffentlichten Live- und Demoversionen. Die Alben erschienen jeweils als Doppel-Vinyl-LP und es ist ein Booklet beigefügt, in dem sich Fotos, Texte und ausführliche Linernotes von Rob Frey finden. Es erschien auch eine Doppel-CD, die beide Alben und ein 32-seitiges Booklet enthält.

### Reunion 2019
Im April 2018 kündigten Gore eine Reunion in der Besetzung Rob Frey, Bardo Koolen und Johan van Reede an. Am 22. März 2019 veröffentlichte die Band das Album Revanche. Die Veröffentlichung enthält zehn Stücke von Lifelong Deadline, der Doppel-CD aus dem Jahr 1992, deren Produktion die Band selbst als Fehlschlag ansah. Die Stücke auf Revanche wurden teilweise neu aufgenommen und neu abgemischt von Gore und Terry Date, der zuvor mit Bands wie Slayer, Slipknot oder Limp Bizkit gearbeitet hatte. Die Platte erschien bei dem deutschen Label Exile on Mainstream. Darüber hinaus kündigte die Band eine Reihe von Liveauftritten an.

## Diskografie
Alben
- 1986: Hart Gore (Eksakt Records)
- 1987: Mean Man´s Dream (Eksakt Records)
- 1987: Gore / Henry Rollins Live (Eksakt Records)
- 1988: Wrede (The Cruel Peace) (Megadisc Records)
- 1992: Lifelong Deadline (Armageddon Records)
- 1997: Mest 694'3 (Messback Music)
- 2019: Revanche (Exile on Mainstream Records)

EPs
- 1996: Gore & Henk: Voor Nu De Eeuwigheid (Messback Music)

Kompilationsalben
- 1994: In the Name of Evil Rotten & Gore (Messback Music, Cassette)
- 1997: Slow Death (Messback Music, limitiert auf 6000 Kopien, Gratisbeilage zur Ausgabe #27 des "Gonzo Circus Magazine")
- 2008: Hart Gore / Mean Man´s Dream (Southern Lord Records)